# El anacoreta
El anacoreta es una película española dirigida por Juan Estelrich March, que escribió el guion junto con Rafael Azcona, y protagonizada por Fernando Fernán Gómez, Martine Audo y Charo Soriano en 1976, con la que Fernán Gómez ganó su primer premio internacional: el Oso de Plata del Festival de Berlín, en 1976.
Según cuenta Juan Estelrich (hijo) en su conferencia sobre la película El anacoreta, pronunciada en El Escorial con motivo de la celebración de los Cursos de Verano que la Universidad Complutense de Madrid realiza allí cada año, el origen de la película radica en el proyecto que Alfredo Matas le propuso a su padre para realizar una película con catorce millones de pesetas. «“Para eso hago una peli seria, aunque tenga que rodarla en un cuarto de baño”, dijo Azcona. Dicho y hecho. Azcona comenzó a escribir el guion junto con Juan Estelrich, basado en el libro de Flaubert titulado La tentación de San Antonio, pero, como no tenían un gran presupuesto, sustituyeron el desierto por un cuarto de baño y a San Antonio por Fernando Fernán Gómez, que accedió a hacer la película encantado». La figura de la reina de Saba fue encarnada por la bella modelo Martine Audo, que debutó como actriz en esta coproducción hispano-francesa, y el de la mujer de Fernando recayó en la actriz Charo Soriano.
En esta película las tentaciones son, principalmente, el amor (la reina de Saba) y el dinero, el poder, representado por el marido de Anabel Lee (el famoso actor francés Claude Dauphin). Siguiendo la idea de Buñuel, buscaron una música accidental para la película, que no surgiese de la nada, sino que estuviese dentro de la acción de la misma. A pesar del poco presupuesto con el que contaban para hacer la película, El anacoreta logró recaudar una gran suma de dinero, ya que estuvo 25 semanas en cartel, algo insólito para la época. El encanto de la película reside en la gran cantidad de planos que se toman para realizarla, a pesar de haberse rodado en un espacio muy pequeño, sin que la película resulte por ello agobiante y aburrida.

## Sinopsis
Fernando Tobajas, un hombre de mediana edad y aventajada posición económica, decide cierto día vivir en el cuarto de baño, que ha modificado de forma que parezca un pequeño apartamento, y no salir nunca de él. Es un hombre que ha renunciado a todo excepto a su vanidad, y sus contactos con el mundo se reducen a las visitas de los amigos y a los mensajes que envía, encerrados en tubos de aspirinas, por el retrete, con la esperanza de que alguien los reciba y sepa así que él existe. Arabel Lee, una chica preciosa, encuentra uno de estos mensajes; uno en el que este moderno anacoreta hace una reflexión sobre San Antonio y la Reina de Saba. Arabel decide visitarle y jugar a ser la Reina de Saba, y poco a poco, terminan por enamorarse mutuamente. Mr. Boswell, un maduro millonario inglés y amante de la chica, que no se resigna a perderla, ingenia un sistema para recuperar a Arabel; se las arregla para dejar al anacoreta a solas con ella, sin servicio y sin dinero. Ambos descubren que la relación no durará mucho: Fernando, fuera del baño, sería un tipo vulgar y sin ningún interés y, por otra parte, ¿cómo ofrecería a Arabel el tren de vida al que ella está habituada? Fernando se muestra dispuesto a salir a la calle, pero Arabel le hace ver que, si lo hace, ella ya no podrá quererle, ya que a quien ama es al anacoreta y no al hombre corriente que sería entonces. Sin ver solución, Fernando la convence para que vuelva a Inglaterra y después se quita la vida, arrojándose por la ventana al patio.

## Premios
32.ª edición de las Medallas del Círculo de Escritores Cinematográficos
| Categoría   | Candidato                    | Resultado |
| ----------- | ---------------------------- | --------- |
| Mejor guion | Rafael Azcona Juan Estelrich | Ganadores |

- Festival Internacional de Cine de Berlín: Oso de Plata a la mejor interpretación masculina 1977: Fernando Fernán Gómez